# Gastrotheca argenteovirens
Gastrotheca argenteovirens là một loài ếch trong họ Hemiphractidae. Chúng là loài đặc hữu của Colombia.
Môi trường sống tự nhiên của nó là các khu rừng vùng núi ẩm nhiệt đới hoặc cận nhiệt đới, đồng cỏ ở cao nhiệt đới hoặc cận nhiệt đới, sông, vùng đồng cỏ, vườn nông thôn, và các khu rừng trước đây bị suy thoái nặng nề.

## Hình ảnh

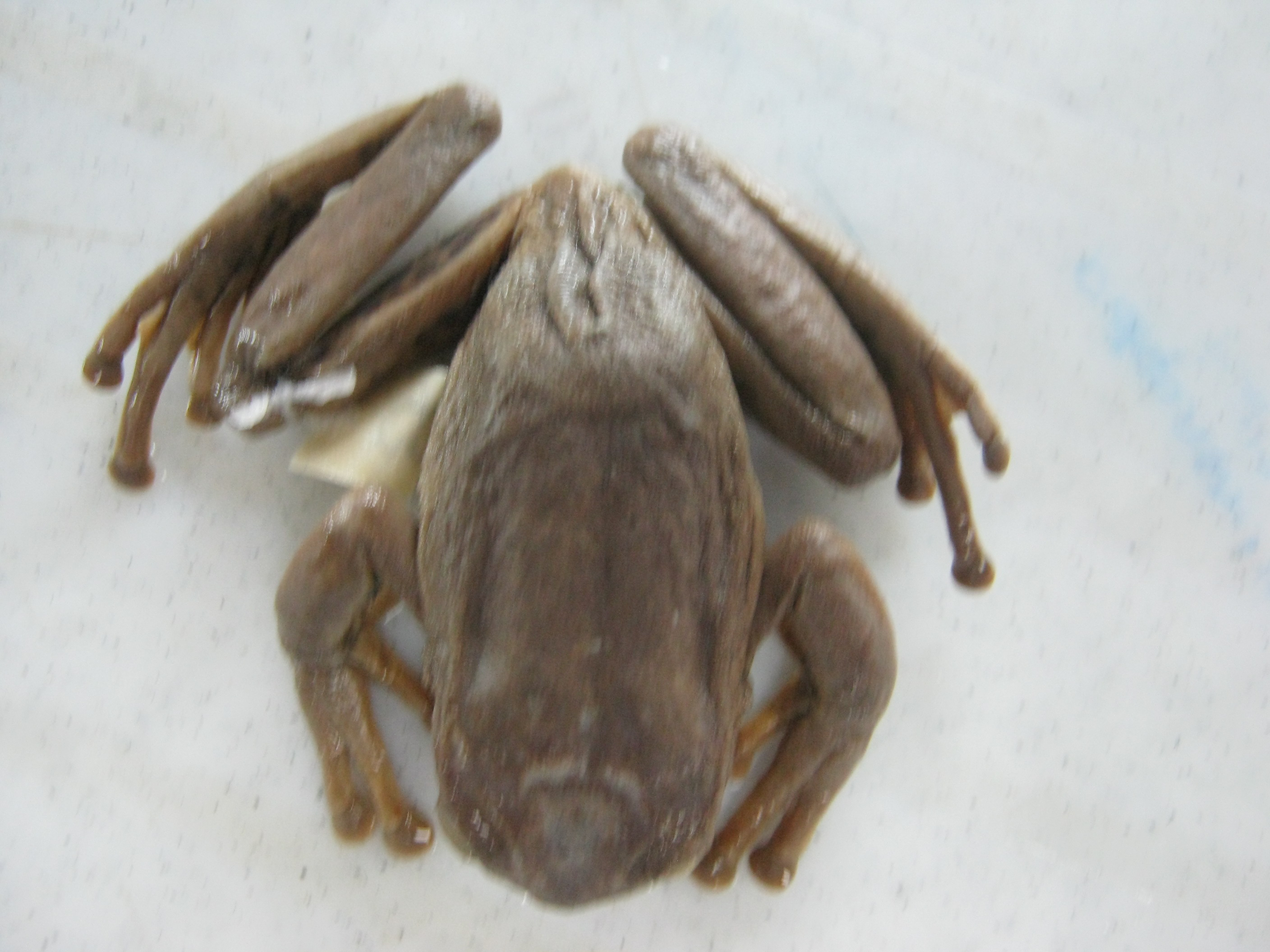
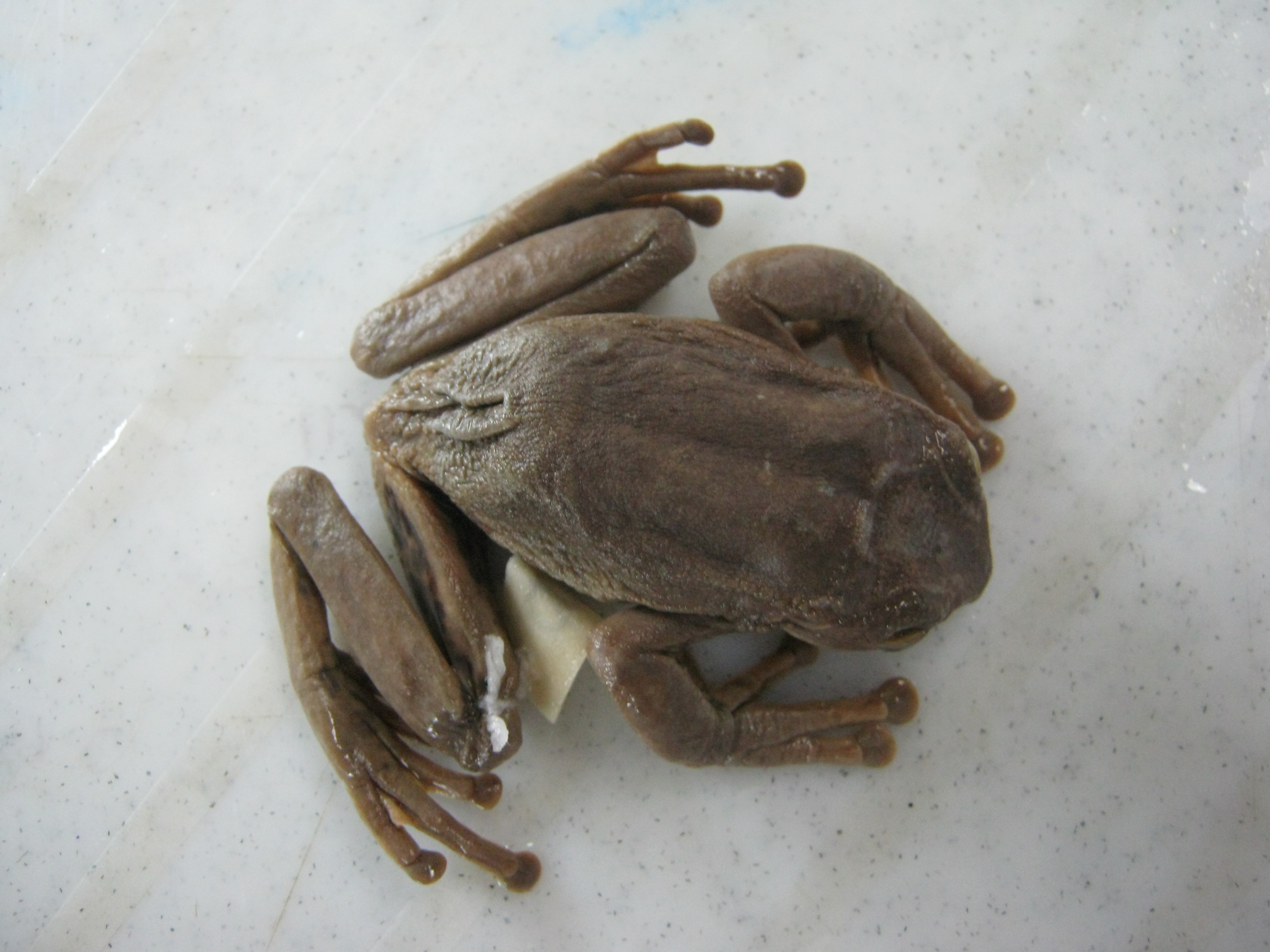
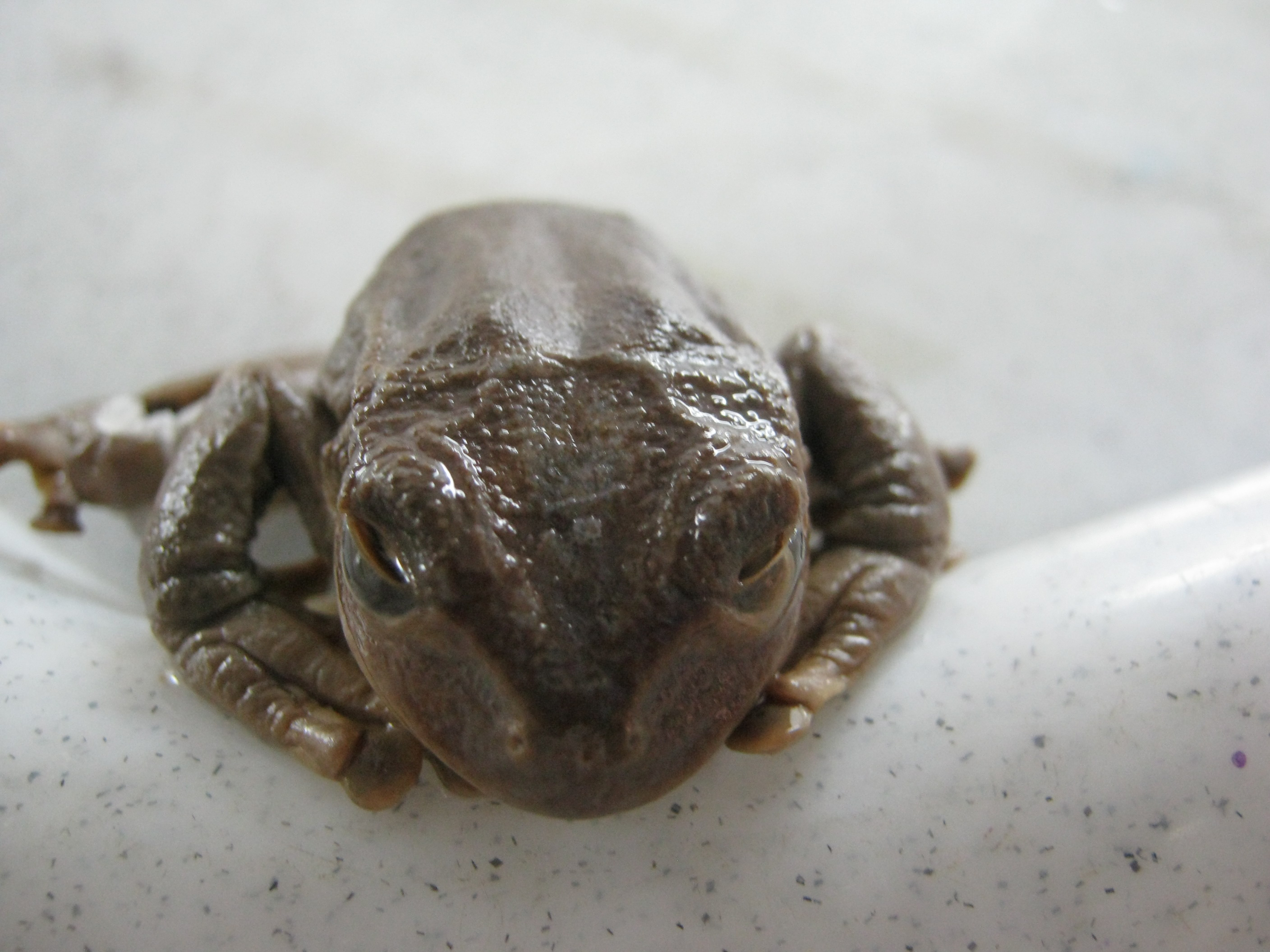